# Roberta Alaimo
Roberta Alaimo é uma política italiana. Ela foi eleita deputada ao Parlamento da Itália nas eleições legislativas italianas de 2018 para a Legislatura XVIII da Itália.

## Carreira
Alaimo nasceu a 1 de abril de 1979, em Corleone.
Ela foi eleita para o parlamento italiano nas eleições legislativas italianas de 2018, representando o círculo da Sicília 1 pelo Movimento Cinco Estrelas.